# 대한민국 해군의 역사
대한민국 해군은 일본 제국으로부터 해방된 후인 1945년 11월 11일, 해양방위대(Marine Defense Group)라는 이름으로 창설되었다. 대한민국 해군은 대한민국 국군에서 가장 오래된 군대이다. 2015년, 대한민국 해군은 창설 70주년을 기념하였다.
대한민국 해군은 한국전쟁 이후 북한의 해군 전력에 대응하기 위해 해군력 증강에 집중해왔다. 대한민국의 경제가 성장함에 따라 해군은 더 크고 잘 갖춰진 함대를 자국 내에서 건조할 수 있게 되었고, 이를 통해 침략 억지, 해상교통로 보호, 국가 외교 정책 지원 등의 역할을 수행하게 되었다. 이러한 임무의 일환으로, 대한민국 해군은 21세기 들어 여러 평화 유지 활동에도 참여하고 있다.
대한민국 해군은 2020년대에 대양해군(blue-water navy)으로 발전하는 것을 목표로 하고 있다.

## 기원

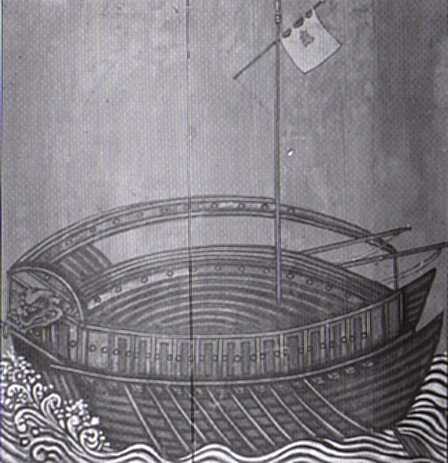
1795년에 제작된 삽화에 묘사된 15세기 초 한국의 거북선

한국은 오랜 해군의 역사를 가지고 있다. 삼국 시대 후반인 4세기 말, 고구려는 4만 명 규모의 수륙양용 부대를 운용하여 백제를 격파하였다. 732년, 발해 수군은 "산둥반도를 공격하여 당나라 동쪽 최대의 해상 항구인 등주를 파괴하였다." 9세기에는 통일신라의 장보고가 중국 및 일본과의 무역을 장려하고 해적을 소탕하기 위해 섬에 청해진이라는 해상 기지를 건설하였다.
1380년, 고려 해군은 최무선이 개발한 함포를 실전 배치하여 침입한 왜선 500척을 격파하였다. 이는 해군 역사상 최초의 함포 사용으로 알려져 있다. 1389년과 1419년, 조선 해군은 일본의 해적을 진압하기 위해 대마도를 침공하였다. 조선 초기에는 해적 문제로 인해 해군 병력이 5만 명에 이를 정도로 최대 규모에 도달하기도 했다.
임진왜란 당시인 16세기, 조선 수군은 이순신 장군의 지휘 아래 일본군의 해상 보급로를 차단하고 일본 수군을 격파하여 전세를 조선 측으로 돌렸다. 영국 왕립 해군의 조지 알렉산더 볼러드 제독은 이순신을 넬슨 제독에 비교하며 다음과 같이 평하였다. “영국인들이 넬슨과 동등한 인물이 있었다는 것을 인정하는 것은 늘 어려운 일이지만, 그럴 자격이 있는 인물이 있다면, 그것은 단 한 번도 패배하지 않고 적의 면전에서 전사한 이 아시아계 위대한 해군 지휘관일 것이다.” 이순신 장군은 거북선을 개량한 인물로도 알려져 있다.
19세기 말이 되면 조선 해군은 해안 방어 요새를 제외하면 실질적인 해군 전력을 거의 상실하게 되었다. 1893년, 조선 정부는 해군 현대화를 시도하기 위해 영국 총영사관에게 해군 학교 설립을 위한 해군 장교 파견을 요청하였다. 그 해 9월, 강화도에 해군 학교가 설립되었고, 퇴역 영국 해군 장교 윌리엄 H. 콜웰 중위와 왕립 해병대 소속 포술 교관 존 W. 커티스가 160명의 생도 및 수병들을 가르쳤다. 그러나 이 왕립 해군 학교는 1894년 11월에 폐교되었고, 청일전쟁과 갑오개혁으로 인해 조선 해군(삼도수군통제사 체제)도 1895년에 공식적으로 해체되었다. 1900년, 대한제국 정부는 일본으로부터 최초의 근대식 군함인 양무호(揚武)를 구입하였다. 원래 이 함선은 가치다테마루라는 이름의 화물선이었다. 같은 해, 해관(海關) 소속의 순시선 광제(光濟)가 가와사키 조선소에서 건조되어 인도되었다. 한국의 해군 전통은 1910년 일제에 의해 국권이 피탈되며 중단되었다.

## 창설기

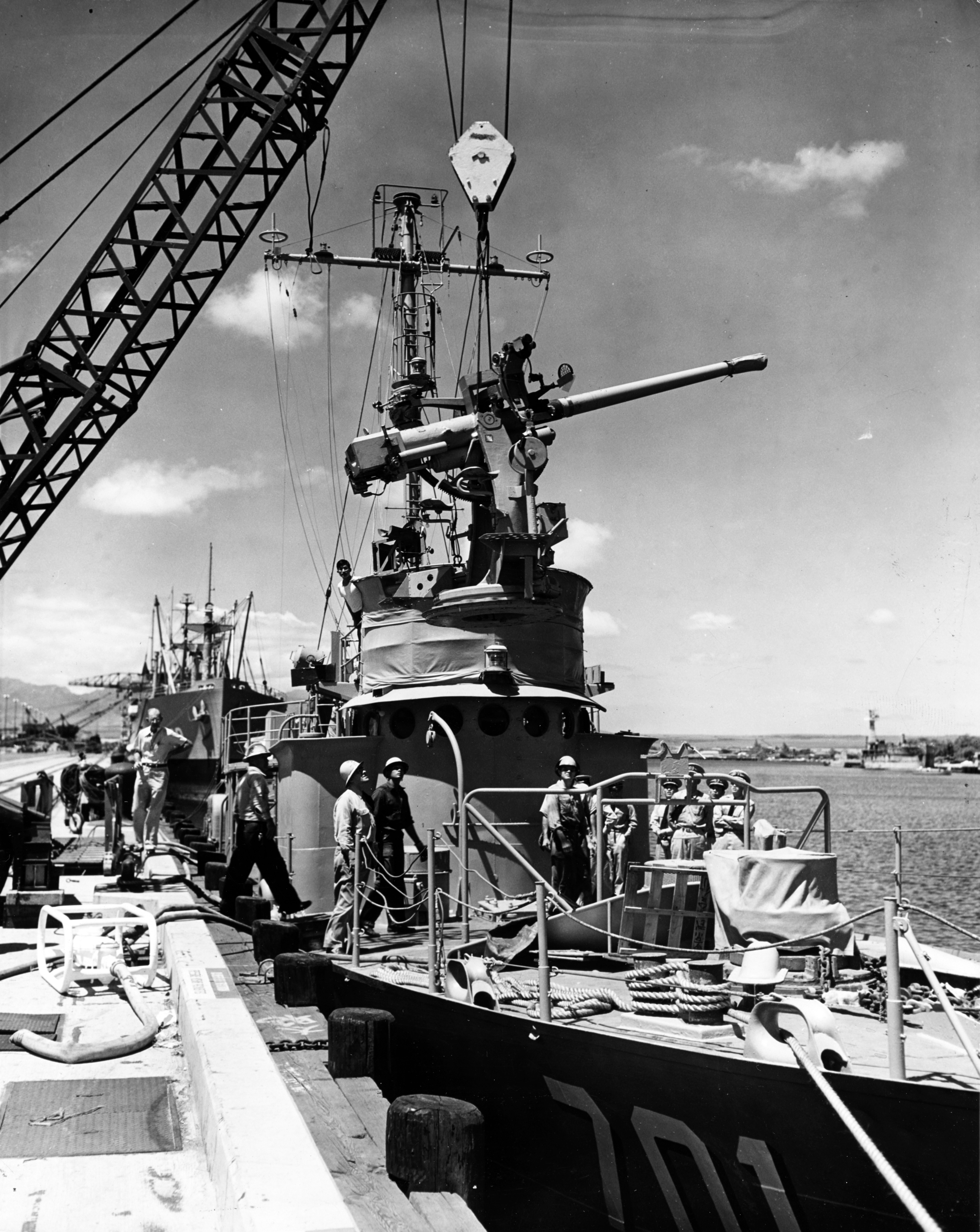
1950년 3월 하와이에서 무장을 재보급 중인 백두산함(PC 701)

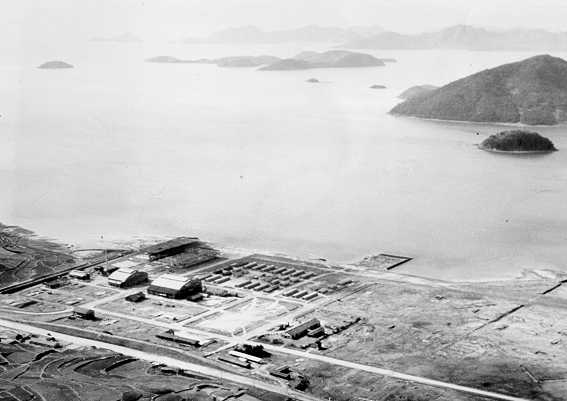
약 1950년경, 대한민국 해병대가 창설된 덕산비행장(현 진해해군기지)

1945년 8월 15일 일본 제국으로부터 해방된 직후, 상선 항해사 출신이자 감리교 목사이자 독립운동가인 손정도의 아들 손원일이 해사협회를 조직하였다. 이 해사협회는 1945년 11월 11일(해군 창설일)에 해양방위대로 발전하였고, 약 70명의 인원이 일본 제국 해군의 진해 진해경비구역(진해경비부)이 있던 지역으로 이동하여 해군 부대를 창설하였다. 1946년 6월, 해양방위대는 조선해안경비대로 개편되었고, 미군정에 의해 공식 인정을 받았다. 조선해안경비대는 주로 구 일본 제국 해군 및 미국 해군의 기뢰제거정을 포함한 순시정 36척을 군정청을 통해 인수하였다. 이 시기 미 해군 및 미 해안경비대는 한국 내에서 제한적인 지원을 제공하였다. 1948년 8월 15일 대한민국 정부 수립 후, 조선해안경비대는 정식으로 대한민국 해군(ROKN)으로 개칭되었고, 손원일은 1948년 9월 5일 초대 해군참모총장에 임명되었다.
1949년 10월, 대한민국 해군은 해군 내부에서 모금한 자금으로 민간 시장에서 미국 해군의 구잠함 USS PC-823(600톤급)을 구입하였다. 이 함정은 백두산함(PC 701)으로 개명되었으며, “새로 독립한 국가의 첫 실질적인 전투함”이 되었다. (이 함정은 이후 한국전쟁 첫날 밤, 부산을 향해 600명의 병력을 수송하던 1,000톤급 북한 수송선을 격침시키기도 하였다.) 해군은 이후 한국전쟁 전까지 PC-461급 구잠정 3척을 추가로 구입하였다.
1949년 4월 15일, 대한민국 해병대(ROKMC)가 진해의 덕산비행장에서 창설되었다. 해병대는 이후 진주와 제주도 일대에서 공산세력에 대한 진압 작전을 수행하였다.

## 한국전쟁과 1950년

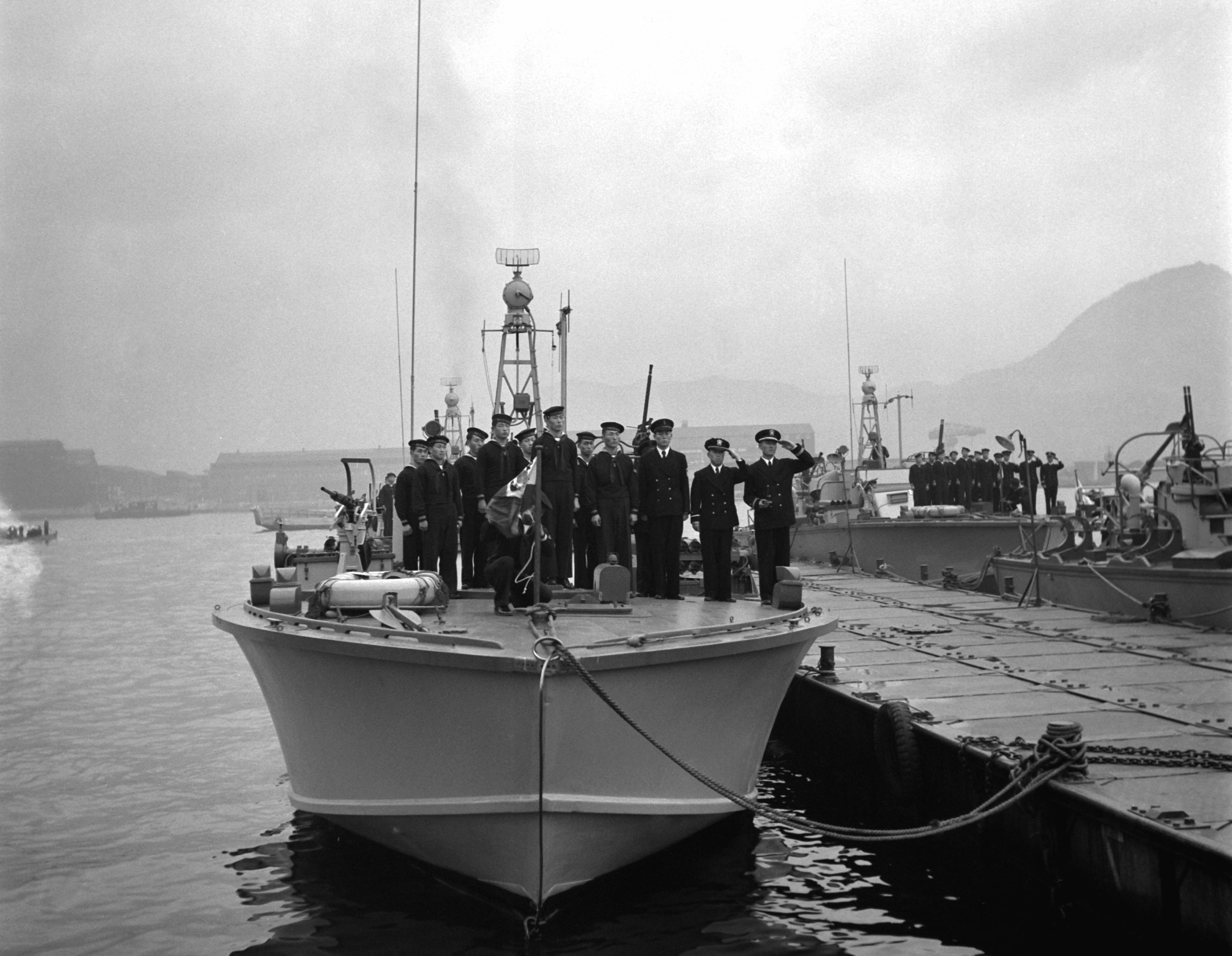
1952년, PT 보트를 인수 중인 대한민국 해군 병력

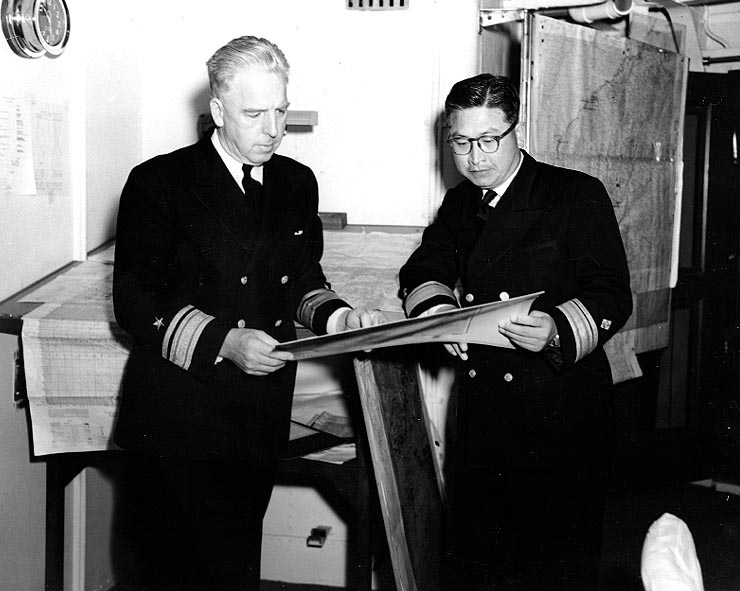
한국전쟁 작전을 논의 중인 손원일 준장과 A.E. 스미스 미 해군 준장

한국전쟁은 1950년 6월 25일 일요일, 북한군의 기습 공격으로 시작되었다. 창설 초기의 대한민국 해군은 더 강력한 북한 해군의 위협에 직면했다. “한국전쟁 첫 해 동안, 남한 군대 중 가장 규모는 작지만 아마도 가장 공격적이고 효과적인 군종은 대한민국 해군이었다. 전쟁 발발 당시, 6,956명의 병력과 여러 종류의 함정 33척을 보유한 대한민국 해군은, 13,700명의 병력과 110척의 함정을 보유한 북한 해군에 비해 수적으로 열세였다.” 유엔군, 특히 미군 중심의 연합국과 함께 ROK 해군은 한반도 주변 해상에서 제해권을 확보했으며, 38선 이남 해역을 장악하였다. 인천상륙작전 이후, 대한민국 해군은 유엔 봉쇄 및 호위부대(Task Force 95)의 임무단(Task Group 95.7)으로서 한반도 주변 전체 해역의 통제권을 확보하였다. 중국군의 개입으로 유엔군이 북에서 철수하자, 대한민국 해군은 유엔군 및 한국 민간인의 철수작전을 유엔 동맹국과 함께 수행하였다. 1953년 7월 27일, 3년에 걸친 전쟁은 정전협정 체결로 종식되었다. 전쟁 동안 호주, 캐나다, 콜롬비아, 프랑스, 네덜란드, 뉴질랜드, 태국, 영국, 미국이 유엔 동맹국으로서 해군 전력을 지원했으며, 덴마크는 병원선 유틀란디아(Jutlandia)를 파견하였다. 전쟁 중 대한민국 해군은 타코마급 호위함 5척을 포함하여 미 해군의 퇴역함정 28척을 인수하였다.
1953년 10월 1일, 대한민국과 미국은 상호방위조약을 체결하였다. 1955년, 한국 정부와 미국 정부는 미 해군 함정을 대여하는 협정을 체결하였다. 1955년부터 1960년까지 대한민국 해군은 캐넌급 호위구축함 2척을 포함해 퇴역 미 해군 함정 42척을 인수하였다.
1953년 9월, 대한민국 해군은 함정의 작전 및 훈련을 담당하는 대한민국 함대를 창설하였다. 항공전단은 1957년에 창설되었다.
1960년 7월 30일, 대한민국 해군 강원함(DE 72, 구 USS Sutton)은 고진 앞바다에서 북한 해군의 경비정 PBS 371을 격침시켰다.

## 1960년대

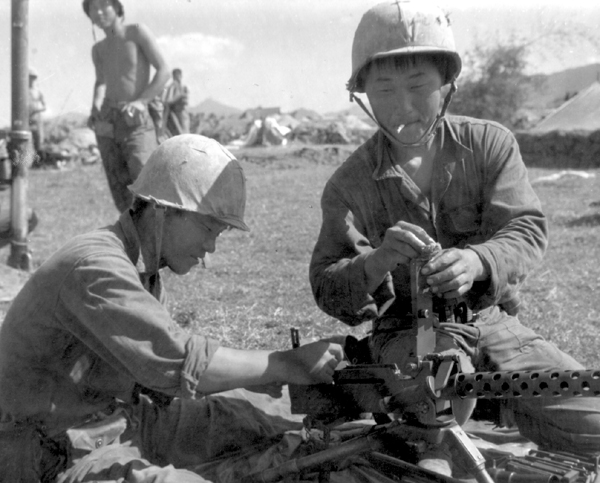
약 1965년, 남베트남 투이호아 인근 방어 진지를 준비 중인 대한민국 해병대

1950년대에 이어, 대한민국 해군은 계속해서 제2차 세계 대전 시기의 미 해군 퇴역 전투함을 기반으로 수상 전투함 전력을 확충하였다. 1963년 5월, 대한민국 해군은 첫 구축함인 충무함(DD 91, 이후 DD 911, 구 USS Erben, 플레처급 구축함)을 인수하였다.
1964년 10월 3일, 충남함(DE 73, 이후 DE 821, 구 USS Holt)은 “17시간 이상 정체불명의 잠수함 접촉을 추적한 끝에 해당 함정을 수면 위로 떠오르게 하였고, 함번 017번을 단 소련의 위스키급 잠수함임을 확인하였다.”
베트남 전쟁 기간 동안, 대한민국 해군은 백구부대(Baekgu, ‘갈매기’)라는 해상수송부대를 파견하였으며, 이는 전차상륙함(LST) 3척과 LSM 2척으로 구성되었다. 대한민국 해병대는 청룡부대(해병대 제2사단)를 남베트남에 파견하였다. 1975년 4월, 사이공 함락 직전, 계봉함(LST 810, 구 USS Berkshire County)과 북한함(LST 815, 구 USS Linn County)은 남베트남인과 한국인 약 1,300명을 한국으로 철수시켰다.
1969년, 대한민국 해군은 반도 주변의 외딴 섬 주민들을 지원하기 위한 “도서 순시 프로그램”을 시작하였다.
1967년 1월 14일, 충남함(DE 73)은 가덕도 인근에서 목선 여객선인 한일호(140톤급 연안여객선)와 충돌하여 승객과 선원 94명이 사망하였다. 1967년 1월 19일, 당포함(PCE 56, 구 USS Marfa)은 동해 북방한계선 북쪽 해역에서 북한의 해안포 공격으로 침몰하였다. 1968년 1월, 푸에블로호 사건이 발생하여 USS Pueblo가 북한에 나포되었다. 1970년 6월 5일, 연평도 인근 서해 해역에서 대한민국 해군의 방송선 I 2가 북한 경비정에 나포되어 끌려갔다.

## 1970~1980년대

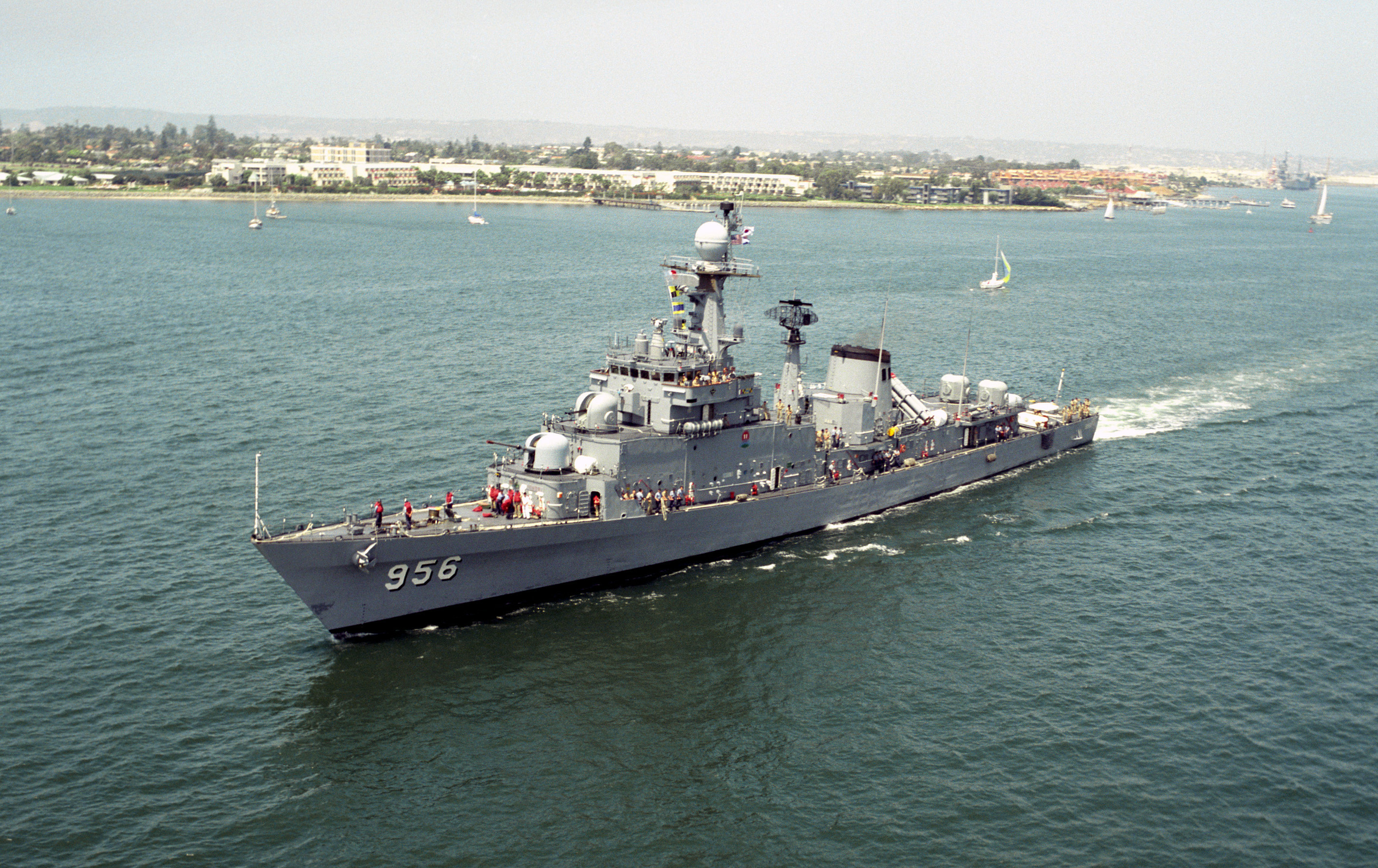
대한민국 최초의 울산급 호위함 중 하나인 경북함(FF 956)

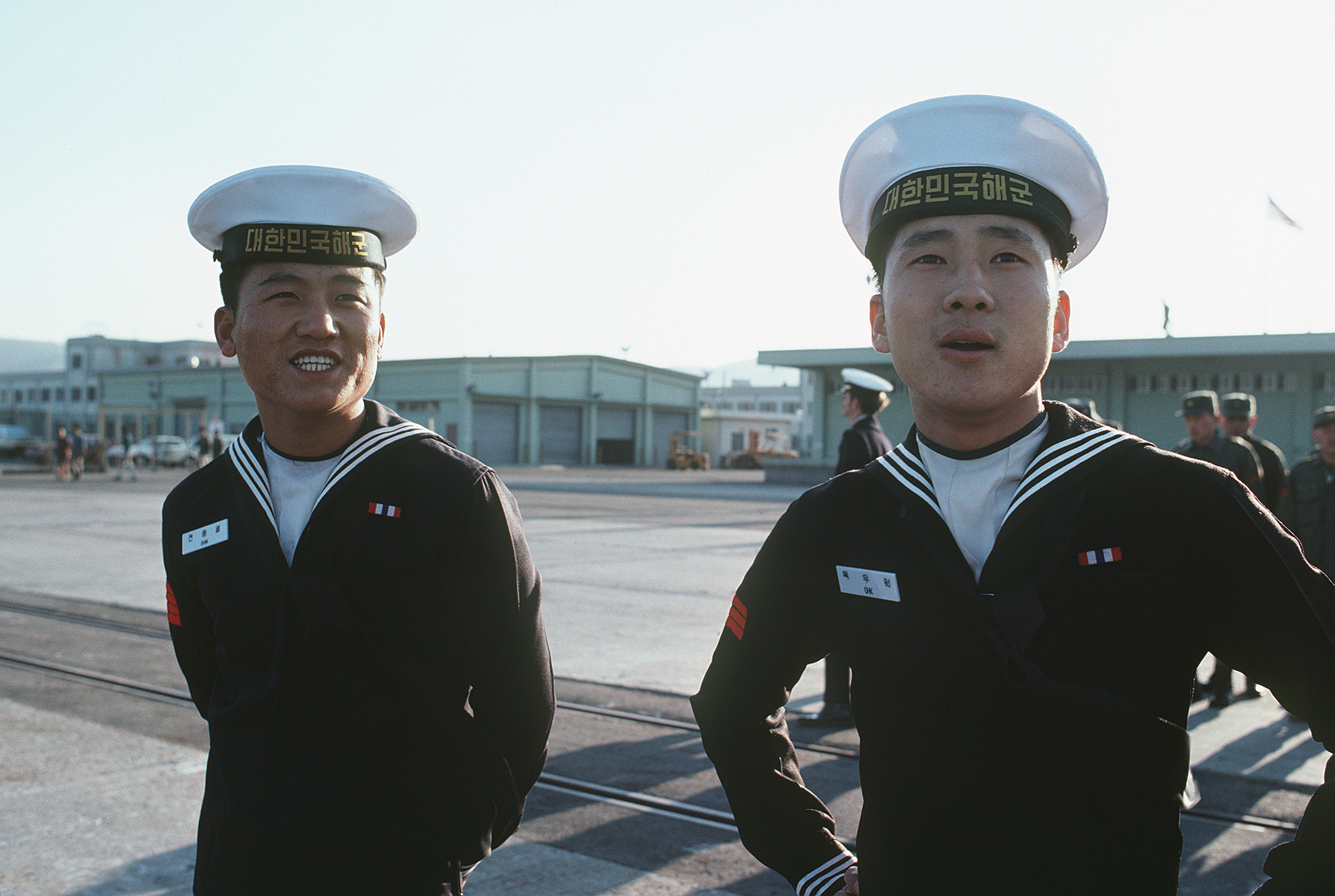
1980년대 초반의 해군 병력. 모자에 “대한민국 해군”이라는 한글이 새겨져 있다.

1970년대, 박정희 정부의 “율곡 계획”(8개년 자주국방계획)을 통해, 대한민국 해군은 자국에서 건조한 전투함대를 갖추기 시작하였다. 대한민국 해군은 1970년대에 백구급, 참수리급 등 고속정의 기획 및 건조를 통해 함정 건조 능력을 확보하였으며, 1972년 11월에는 북한 간첩선을 차단하기 위한 첫 국산 고속정을 진수하였다.
2,000톤급 울산급 호위함의 선도함(FF 951)은 1980년에 진수되었다. 1,000톤급 동해급 초계함의 선도함(PCC 751)과, 개량형 포항급 초계함의 선도함(PCC 756)은 각각 1982년과 1984년에 진수되었다. 극비리에 개발된 돌고래급 잠수정의 선도함은 1983년 4월에 진수되었다. 1980~1990년대에 걸쳐, 해군은 국내 조선소와 협력하여 고준봉급 상륙함, 원산급 기뢰부설함, 강경급 소해정, 천지급 군수지원함, 청해진급 잠수함구조함 등 다양한 함정 건조사업을 지속하였다.
항공전단은 1977년 함대항공사령부(Fleet Air Wing)로 확대되었고, 대한민국 해군은 그러먼 S-2 트래커 대잠초계기와 아에로스파시알 알루에트 III 헬리콥터를 확보하여, 구 기어링급 구축함에서 헬기 운용이 가능하게 되었다. 1986년에는 함대항공사령부가 제6항공전단(Air Wing SIX)으로 확대되었다. 1973년과 1974년, 해군은 전력을 5개 해역사령부로 개편하였다. 1986년에는 제1함대, 제2함대, 제3함대로 함대 체계를 재편성하였다. 1987년 11월, 예산 문제로 1973년 10월에 해체되었던 해병대사령부가 재창설되었다.
1974년 2월 22일, 통영 앞바다에서 해군 항만예인선(YTL 30)이 전복되어 해군 및 해양경비대 신병 153명과 승조원 6명이 사망하였다.

## 1990년대

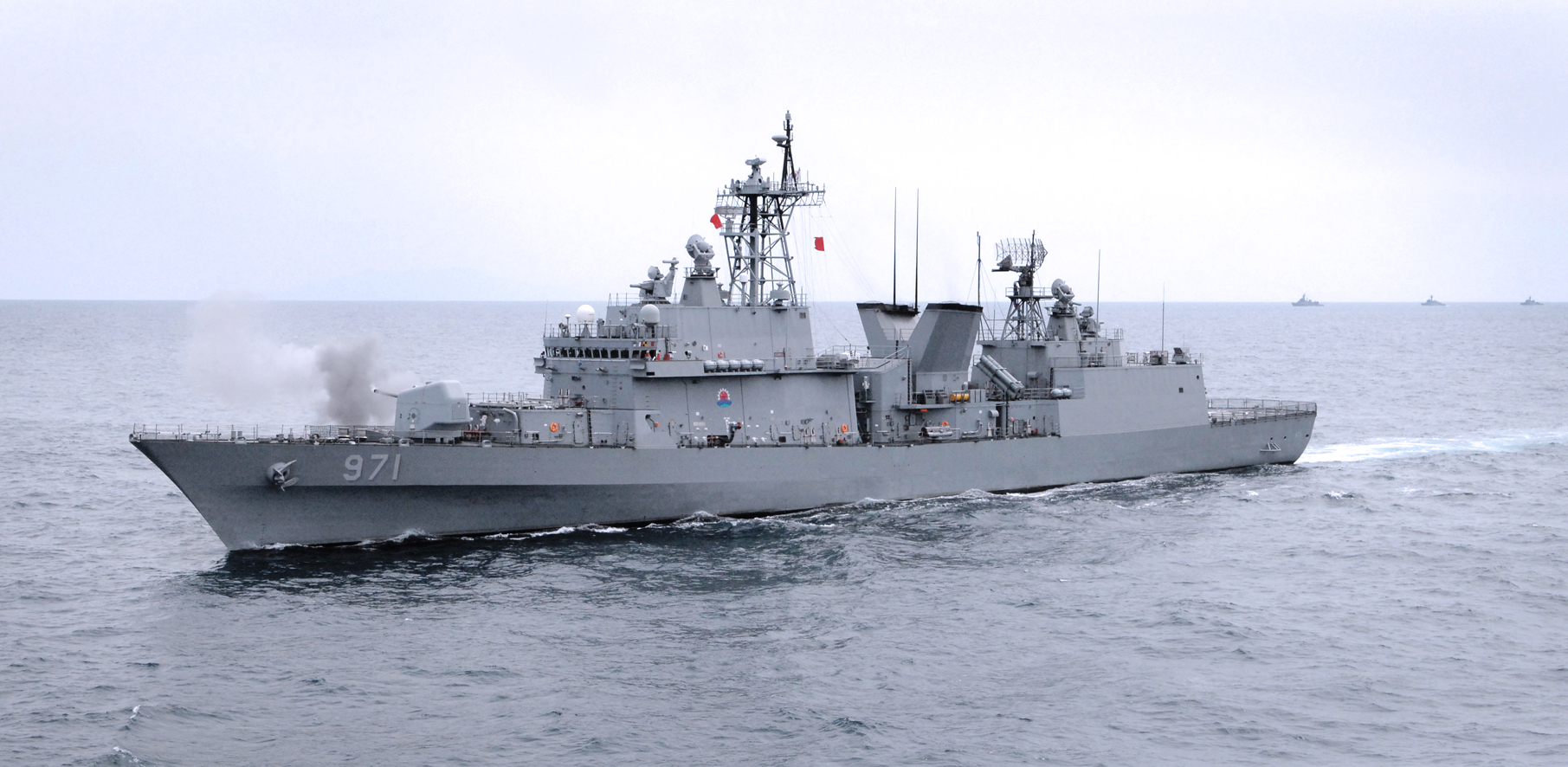
대한민국 해군 최초의 국산 구축함인 광개토대왕함(DDH 971)

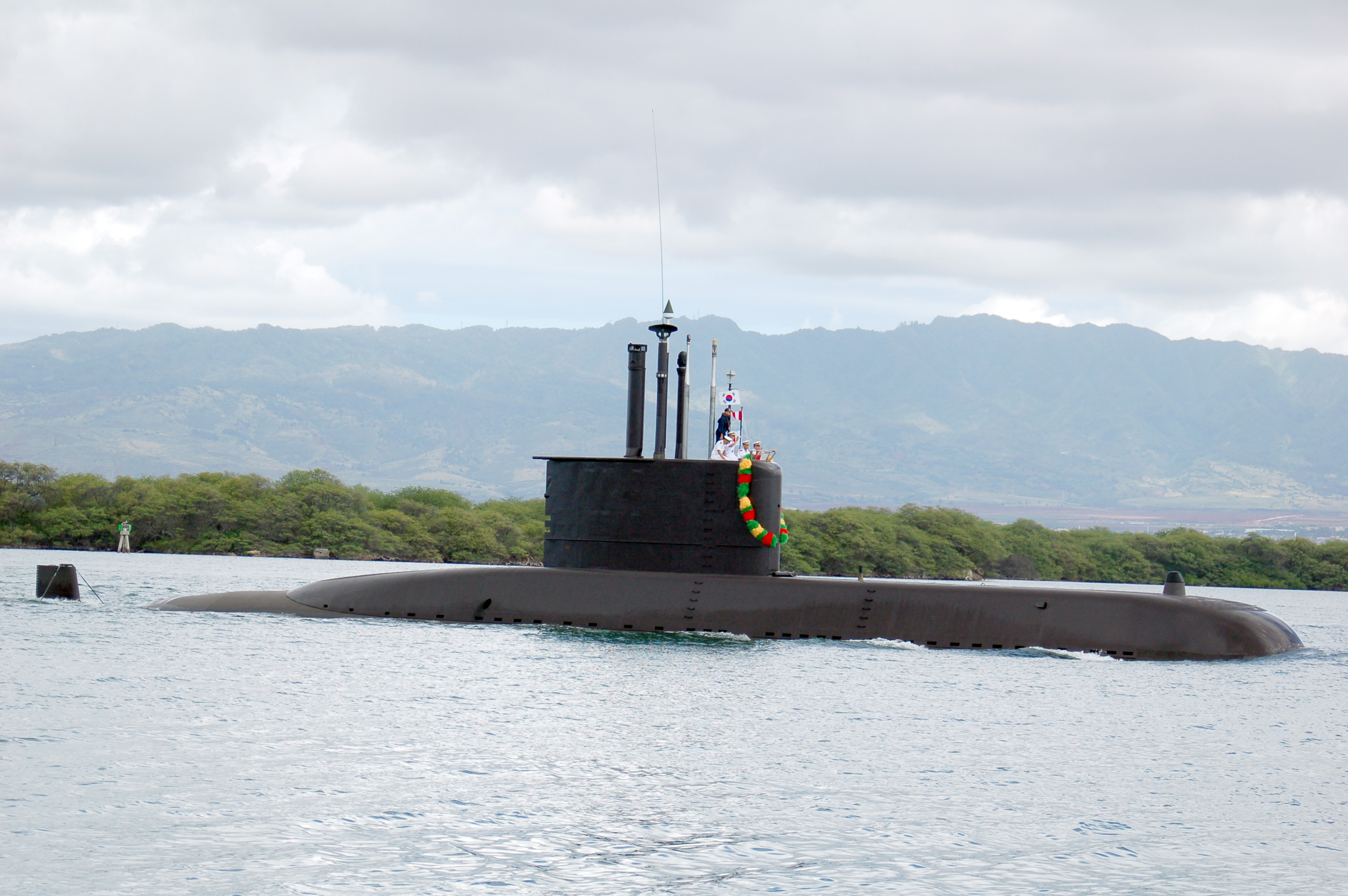
대한민국 해군의 첫 국산 장보고급 잠수함 중 하나인 이순신함(SS 068)

1990년대부터, 대한민국 해군은 외국 무역 의존도가 증가함에 따라 해상교통로를 보호하기 위한 대양함대 건설을 시도해 왔다. 1989년, 해군은 합동전략목표계획(Joint Strategic Objectives Plan)에서 “전략기동함대”(전략기동함대)를 언급하였다. 대한민국 해군은 1990년부터 림팩(RIMPAC) 훈련에 참가하기 시작하였으며, 서울함(FF 952)과 마산함(FF 953)이 림팩 1990에 참가하였다. 1991년 3월 8일, 노태우 대통령은 해군사관학교 졸업식에서 축사를 하며 해군이 “대양해군”으로 전환해야 한다고 언급하였다. 1992년, 항해훈련전대 소속 충남함(FF 953)과 마산함(FF 955)은 해군 사상 최초로 세계 일주 항해를 수행하였다. 1995년 3월 24일, 김영삼 대통령은 해군사관학교 졸업식에서 해군이 전략기동함대를 갖추고 원양해군의 새 시대를 열어야 한다고 강조하였다. 같은 해 4월 1일, 제20대 해군참모총장 안평태 제독은 취임사에서 원양해군 건설을 위한 준비를 강조하였다. 김 대통령은 해군을 지지하며 원양해군을 위한 장기 함정건조계획을 승인하였다. 1999년, 해군은 2020년대를 위한 전략적 비전인 “해군 비전 2020”을 발표하였으며, 경항공모함 및 탄도미사일 잠수함을 포함한 미래의 전략기동함대 구상을 제시하였다.
이와 동시에, 대한민국 해군은 지속적으로 해군 전력을 현대화해 나갔다. 수상 전투함 전력 강화를 위한 계획의 일환으로, 1996년 대한민국 해군 최초의 국산 구축함 광개토대왕함(DDH 971)이 진수되었으며, 이로써 노후화된 구 미 해군 알렌 M. 섬너급 및 기어링급 구축함이 대체되었다. 잠수함 전력 강화를 위해, 해군은 1992년 독일로부터 장보고함(SS 061)을 도입하였으며(소형 잠수함 제외), 이후 8척의 장보고급 잠수함이 국내에서 건조되었다. 노후화된 S-2 트래커를 대체하기 위해 1995년부터 록히드 P-3C 오라이온 해상초계기가 인도되었다.
1993년 6월, 대한민국 해군본부는 서울에서 계룡대(육‧해‧공군 삼군 본부)로 이전하였다. 1999년 11월, 평택 해군작전기지가 완공되었으며, 제2함대사령부는 인천기지에서 새로 설립된 평택기지로 이전하였다.
1998년 10월, 대한민국 해군은 건군 50주년을 기념하여 부산 및 진해 해역에서 첫 국제관함식을 개최하였다. 한국을 포함한 12개국에서 약 60척의 함정이 참가하였다.
1999년 6월, 연평도 인근 북방한계선(NLL) 부근에서 대한민국 해군과 북한 해군이 교전하였다. 2002년 6월, 동일 해역에서 다시 교전이 발생하였으며, 이 과정에서 참수리 357호정(PKM 357)이 침몰하였다.

## 2000년대

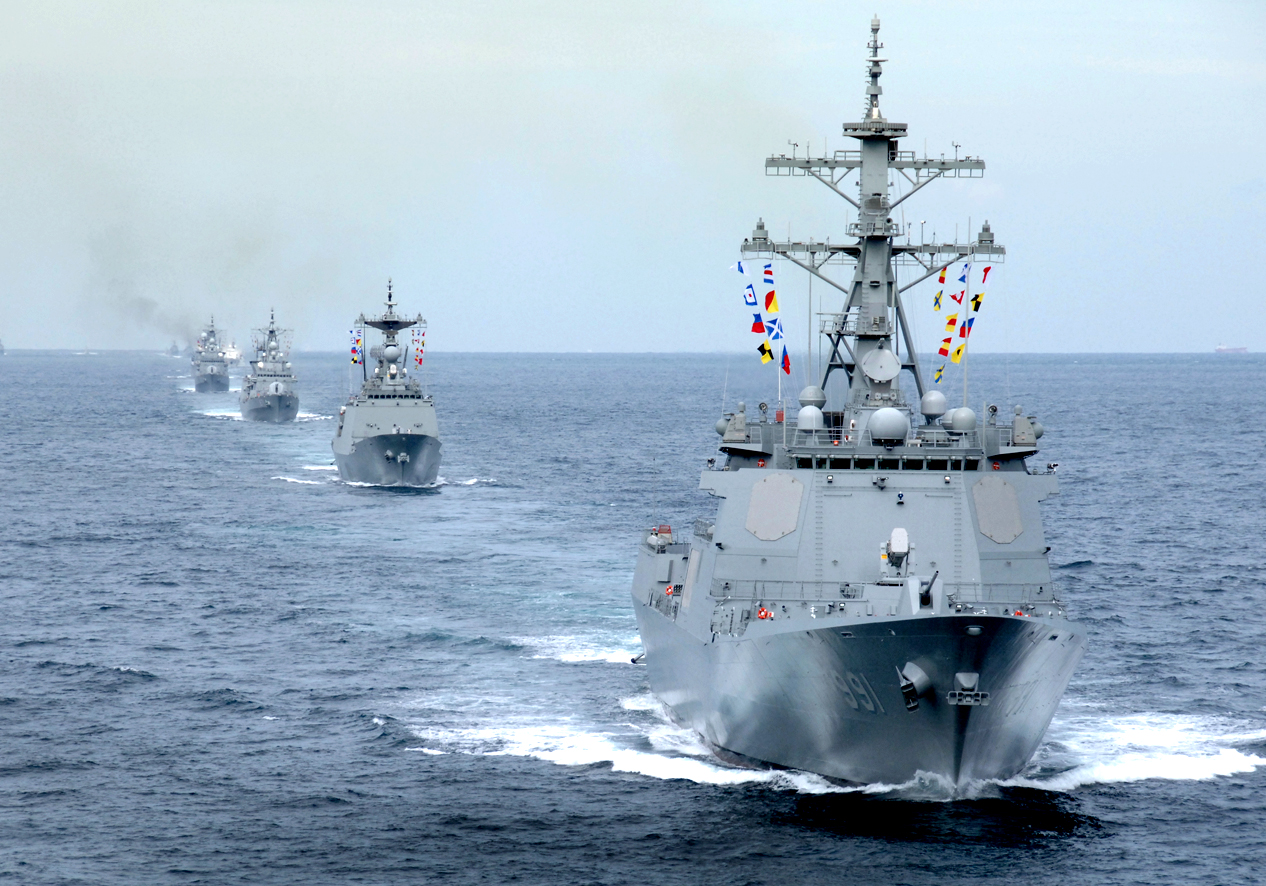
대한민국 해군 최초의 국산 이지스 구축함 세종대왕함(DDG 991)

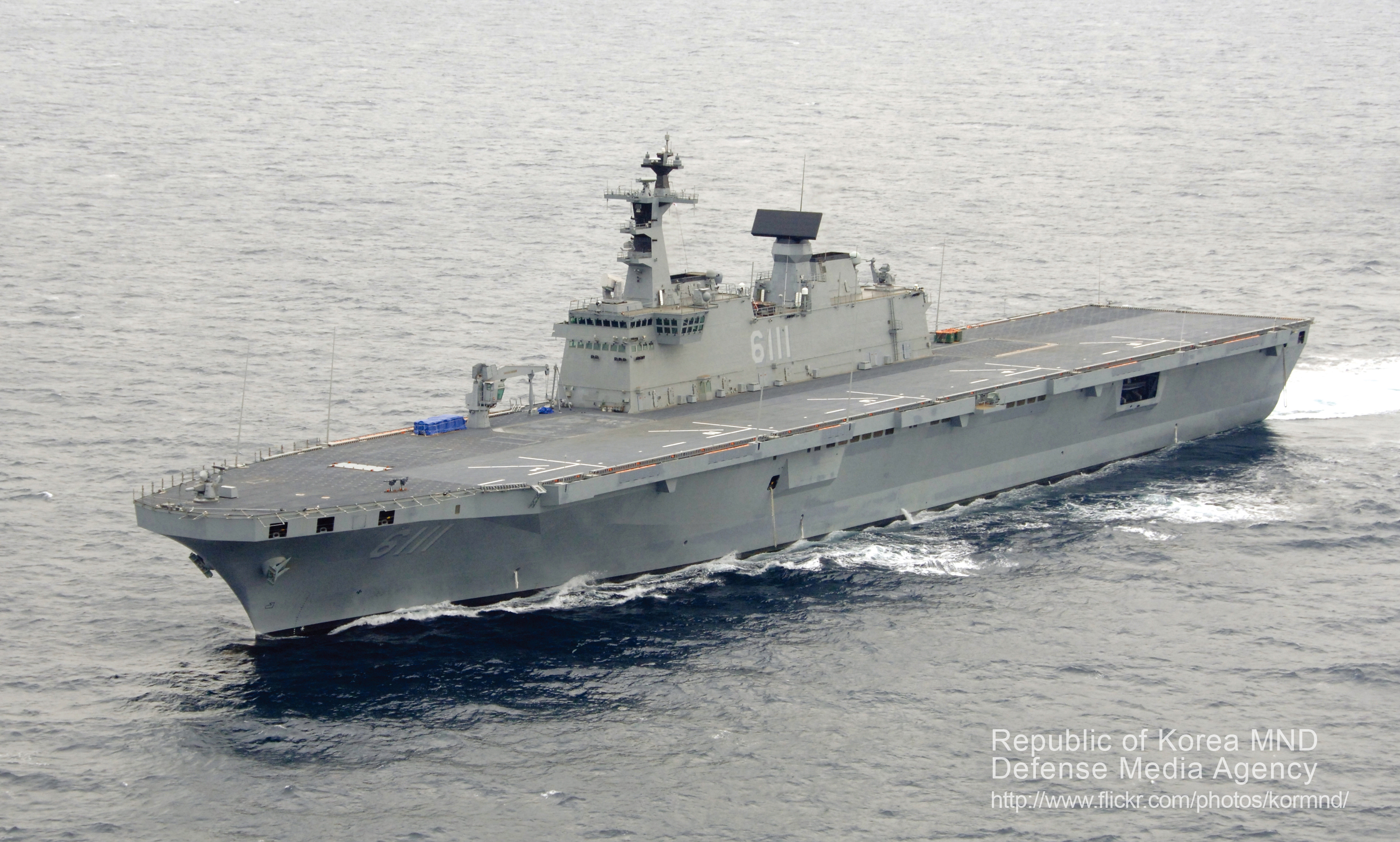
대형수송함 독도함(LPH 6111)

대한민국 해군은 원양해군 건설을 위한 노력을 지속하고 있다. 2001년 3월, 김대중 대통령은 해군이 전략기동함대를 창설할 것임을 발표하였다. 후임자인 노무현 대통령 또한 전략기동함대를 통한 원양해군 구상에 대해 지지하였다. 2008년, 해군은 2030년대를 위한 전략 비전인 “해군 비전 2030”을 수립하였다.
대한민국 해군은 함대 전력 강화를 계속하였다. 2002년, 4,500톤급 충무공 이순신급 구축함의 선도함(DDH 975)이 진수되었으며, 2005년에는 14,000톤급 대형수송함 독도함(LPH 6111)이 진수되었다. 2006년에는 제1대 해군참모총장 손원일 제독의 이름을 딴, 공기불요추진(AIP) 체계를 갖춘 1,800톤급 손원일급 잠수함의 선도함(SS 072)이 진수되었다. 2007년 5월, 이지스 전투체계 및 SPY-1D 다기능 위상배열 레이더를 기반으로 구축된 7,600톤급 세종대왕급 구축함의 선도함(DDG 991)이 진수되었다. 2007년 6월, 2002년 북한 해군과의 교전 중 전사한 참수리 357호정 함장을 기리는 의미로 윤영하급 고속유도정의 선도함(PKG 711)이 진수되었다.
2006년 6월, 부산 해군작전기지가 완공되어 제3함대사령부가 새로 설치된 작전사령부로 이전하였다. 2007년 11월, 제3함대사령부는 목포로 이전되었고, 동시에 목포해역방어사령부는 해체되었다. 2007년 12월, 대한민국 함대사령부(CINCROKFLT)는 본부를 진해 해군기지에서 부산 해군작전기지로 이전하였다. 진해는 1953년부터 CINCROKFLT의 모항이었다.
대한민국 해군은 임무 수행의 일환으로 21세기 들어 여러 평화유지활동에 참여하였다. 2001년부터 2003년까지 해성부대가 테러와의 전쟁(Operation Enduring Freedom) 및 동티모르 상록수 부대를 지원하였다. 2005년에는 2004년 인도양 지진 해일에 대한 인도주의적 지원을 위해 제중부대가 파견되었다.
2004년, 대한민국 해군은 최초의 다국간 해군 훈련인 Pacific Reach 2004를 주최하였다. 2005년, 항해훈련전대 소속 충무공 이순신함(DDH 975)과 천지함(AOE 57)은 영국을 방문하여 트라팔가르 해전 200주년 기념 국제관함식에 참가하였다. 해군은 2008년 10월, 대한민국 정부 수립 60주년을 기념하여 부산 해역에서 두 번째 국제관함식을 개최하였다.
2010년 3월 26일, 포항급 초계함 천안함(PCC 772)이 백령도 인근 북방한계선 해역에서 북한의 어뢰 공격으로 침몰하여 승조원 46명이 전사하였다.

## 현재: 2010년대

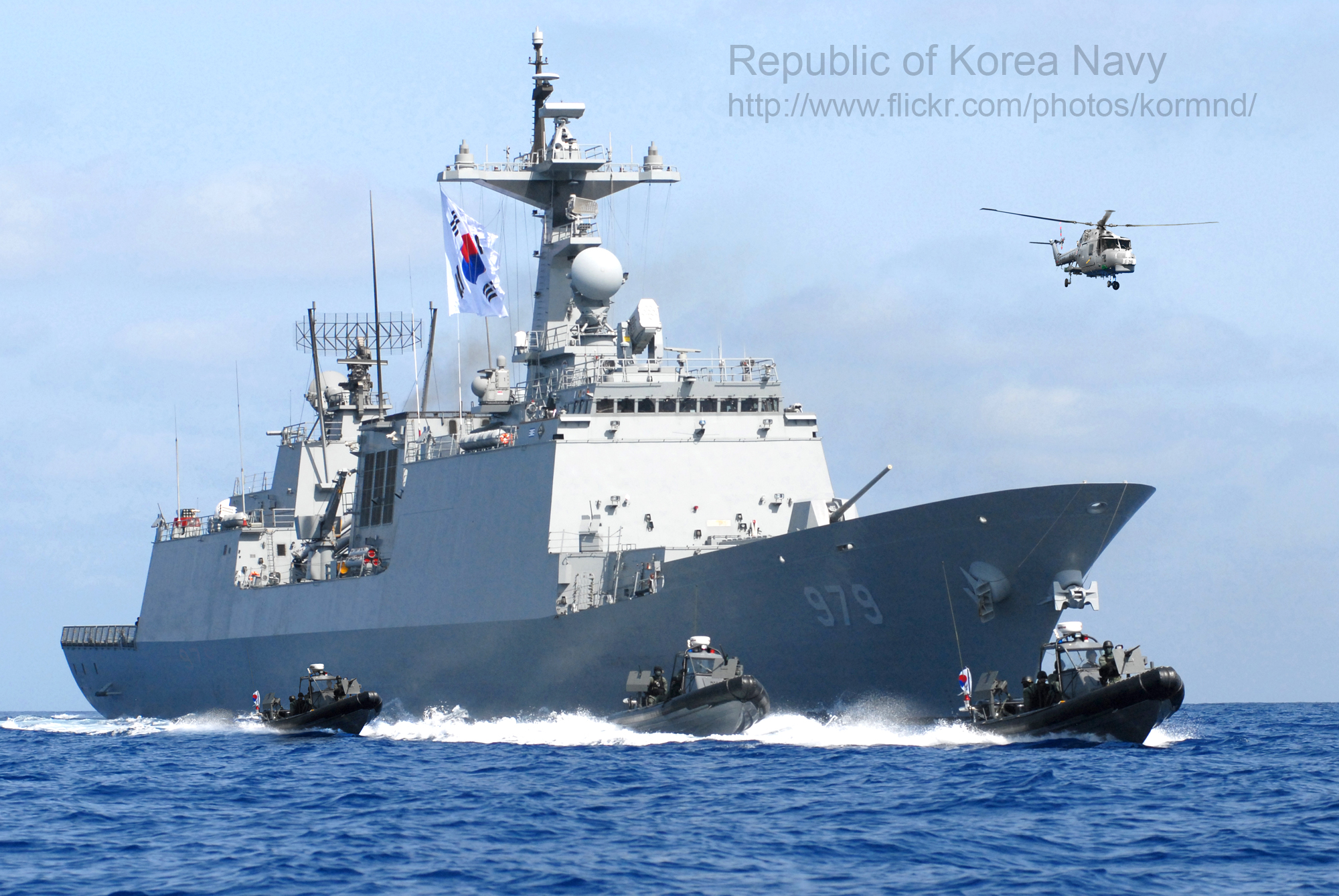
다국적 해군 임무부대인 연합기동부대 151 소속 청해부대

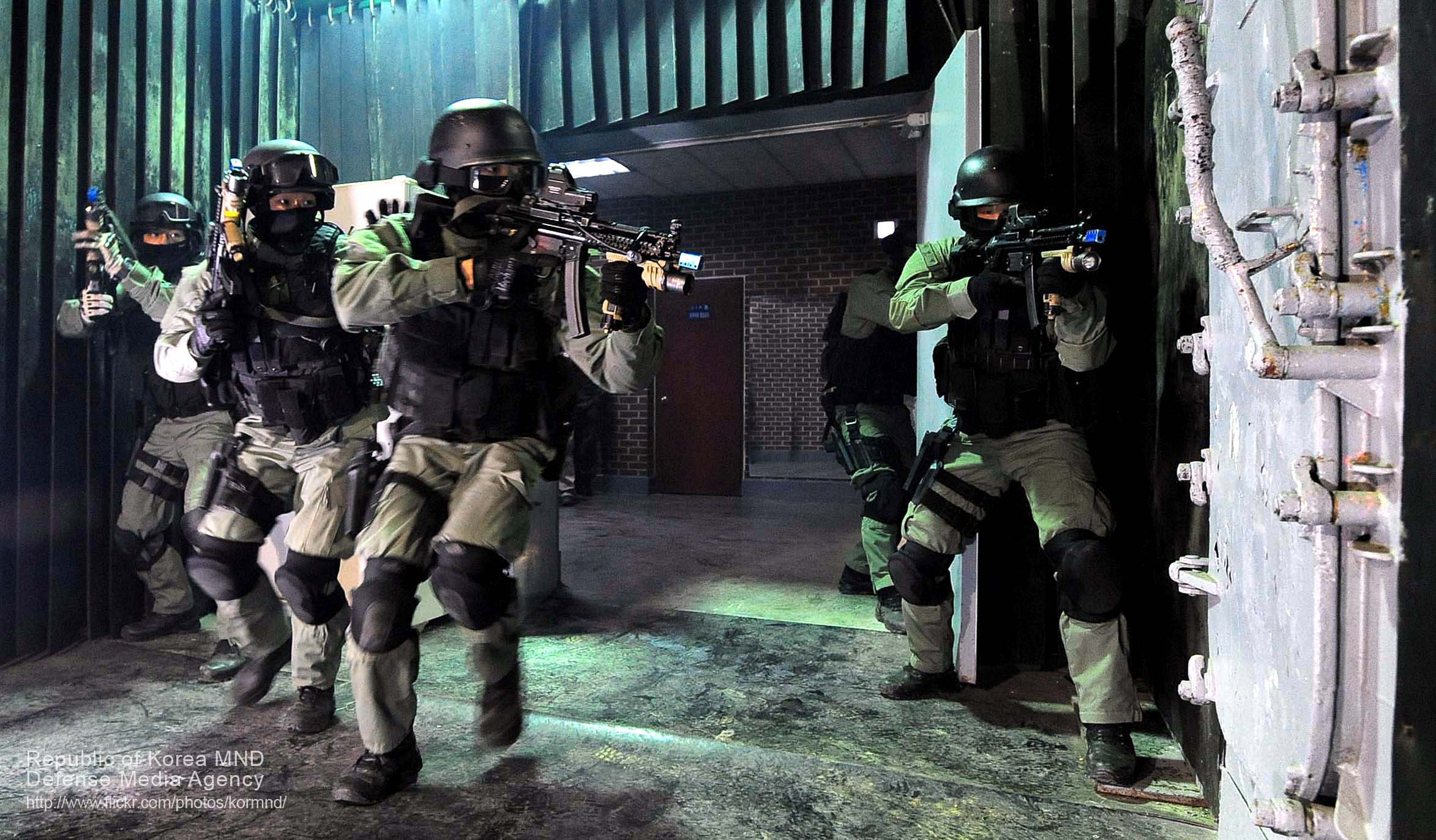
해군 특수전전단의 모의 강습. 2011년 소말리아 해역에서 피랍 유조선 선원들을 구출하였다.

대양해군 준비의 일환으로, 대한민국 해군은 2010년 2월 해양기동전단을 창설하였다. 이 전단은 해상으로부터의 위협에 대비하고 해상교통로를 보호하는 임무를 수행한다.
2009년부터, 해군은 소말리아 해역의 해적 대응을 위해 해양기동전단 소속 충무공 이순신급 구축함을 청해부대로 파견하였다. 2011년 1월 21일, 청해부대 특수전 요원은 피랍된 상선 삼호주얼리호에 대한 구출 작전을 성공적으로 수행하였다. 인도주의적 작전의 일환으로, 이 부대는 2011년 및 2014년 내전 중인 리비아에서 한국인과 외국인을 철수시키는 임무를 수행하였다.
2013년 12월, 태풍 하이옌에 대한 인도적 지원을 위해, 대한민국 합동지원단 아라우부대의 일환으로 비로봉함(LST 682), 성인봉함(LST 685) 및 해병대가 파견되었다.
2016년 2월, 대한민국 해군은 해양기동전단과 잠수함 전대를 배치하기 위한 제주 해군기지를 완공하였다. 이 기지는 한반도 주변 해역에 대한 통제력을 강화하고 해상교통로를 보호하기 위한 목적을 갖고 있으며, 민군 복합항으로 설계되어 군과 민간이 함께 사용하는 ‘제주 민군복합형 관광미항’으로도 불린다.
원양작전 능력 강화를 위해, 해군은 1만 톤급 군수지원함 소양함(AOE 51)을 취역시켰고, 2018년 9월에는 국산 설계로 제작된 3,000톤급 도산안창호함(SS 083)을 진수하였다.
대한민국 해군은 국내 조선업체들과 함께 함대 전력 강화를 위한 함정 건조 사업을 계속 진행하였다. 노후화된 포항급 초계함과 울산급 호위함을 대체하고 해안 경계 및 대잠 작전과 같은 다기능 임무를 수행하기 위해, 대한민국 해군은 2013년부터 2016년 사이에 2,300톤급 인천급 호위함 6척을 취역시켰으며, 2018년 3월에는 2,800톤급 대구급 호위함의 선도함(FFG 818)을 취역시켰다. 2014년부터 2016년 사이에는 구 미 해군 에덴턴급 구조 및 인양함 2척이 국산 3,500톤급 통영급 구조 및 인양함 2척으로 교체되었다. 2017년 6월에는 3,000톤급 기뢰부설함 남포함(MLS 570)이 취역하였다. 2017년 11월에는 노후화된 참수리급 고속정 전력을 대체하기 위해 PKX-B형 고속유도탄정 선도함 참수리 211호(PKMR 211)가 취역하였다. 대한민국 해군은 2014년부터 2018년 사이에 4,500톤급 천왕봉급 도크 상륙함 4척을 취역시켰다. 2018년 5월에는 독도급 상륙함 2번함인 마라도함(LPH 6112)이 진수되었으며, 2018년 6월에는 4,500톤급 훈련함 한산도함(ATH 81)이 진수되었는데, 이 함정은 상해환자 수용 및 치료함(CRTS)으로도 설계되었다.
2018년 10월, 해군은 제주도 해역에서 세 번째 국제관함식을 개최하였다.
2019년, 해군은 창설 100주년을 내다보며 전략 비전 “해군비전 2045”를 수립하였다. 이 비전의 일환으로, 해군참모총장 심승섭 제독은 ICT 기반의 체계 중심 “스마트 해군” 구축 구상을 제안하였다.

## 같이 보기
- 해주공격설
- 강릉지역 무장공비 침투사건
- 속초 잠수정 침투 사건
- 여주 반잠수정 침투 사건
- 제1연평해전
- 제2연평해전
- 대청해전
- 천안함 피격 사건

## 참고사항
로마자 표기는 2000년에 채택된 국문 표준 ‘개정 로마자 표기법’을 따른 것이며, 인명은 예외이다. 2000년 이전에 취역한 함정의 이름은 미군식 로마자 표기법(매큔-라이샤워 표기법)으로 표기된 경우가 있다. 표기 변경 예시는 다음과 같다 (매큔-라이샤워 → 개정 로마자): 진해(Chinhae) → Jinhae; 인천(Inchon) → Incheon; 강릉(Kangnung) → Gangneung; 김포(Kimpo) → Gimpo; 부산(Pusan) → Busan; 대구(Taegu) → Daegu.